# Kalanchoe briquetii
Kalanchoe briquetii ist eine Pflanzenart der Gattung Kalanchoe in der Familie der Dickblattgewächse (Crassulaceae).

## Beschreibung

### Vegetative Merkmale
Kalanchoe briquetii ist eine ausdauernde Pflanze mit einem einfachen, aufrechten, schlanken und lang behaartem Trieb. Die schlank gestielten Laubblätter sind am unteren Teil der Triebe wechselständig, darüber gegenständig angeordnet. Die linealisch-längliche Blattspreite ist dreigeteilt mit dreilappigen Segmenten. Die oberen Blätter sind sitzend. Ihre Spitze ist zugespitzt.

### Generative Merkmale
Der kurze Blütenstand ist eine wenigblütige zymöse Rispe. Die aufrechten Blüten stehen an schlanken, langhaarigen, 3,8 bis 4 Millimeter langen Blütenstielen. Ihre Kelchblätter sind spärlich flaumhaarig, die Kelchröhre ist etwa 0,2 Millimeter lang. Ihre länglich dreieckigen, zugespitzten Kelchzipfel sind 4,4 bis 5,2 Millimeter lang und 1 bis 1,5 Millimeter breit. Die Kronblätter sind spärlich langhaarig, ihre Kronröhre ist etwa 6 Millimeter lang. Die etwas länglichen Kronzipfel enden in einer langen Rippe. Sie weisen eine Länge von etwa 3,5 Millimeter auf und sind 1,5 Millimeter breit. Die Staubblätter sind oberhalb der Mitte der Kronröhre angeheftet und ragen aus der Blüte heraus. Die eiförmig-runden Staubbeutel sind 0,6 bis 0,8 Millimeter lang. Die linealischen, stumpfen Nektarschüppchen weisen eine Länge von 2,2 bis 2,4 Millimeter auf und sind etwa 0,2 Millimeter breit. Das Fruchtblatt weist eine Länge von 4,5 bis 5,5 Millimeter auf. Der Griffel ist 3,5 bis 4 Millimeter lang.
Die verkehrt eiförmigen Samen erreichen eine Länge von etwa 1,3 Millimeter.

## Systematik und Verbreitung
Kalanchoe briquetii ist im Norden von Madagaskar auf sandigen Ufern verbreitet. 
Die Erstbeschreibung durch Raymond-Hamet wurde 1912 veröffentlicht. Die Art ist nur von der Originalbeschreibung bekannt.

## Nachweise